# ヨランド・ド・フランス
ヨランド・ド・フランス（Yolande de France, 1434年9月3日 - 1478年8月28日）は、フランス王シャルル7世の娘で、サヴォイア公アメデーオ9世の妻。病気がちの夫や未成年の息子に代わり、長くサヴォイア家領の統治を行った。

## 生涯
シャルル7世王と王妃マリー・ダンジューの間の第6子、三女として生まれた。洗礼名は母方の祖母ヨランド・ダラゴンに因む。1452年、サヴォイア公ルドヴィーコの嫡男アメデーオ（9世）に嫁いだ。前年の1451年にはヨランドの兄の王太子ルイ（11世）とアメデーオの妹シャルロットとの結婚が行われている。フランス王家にとってサヴォイア家との縁組は、東部国境地帯の半独立的な領邦をフランスに結び付けておくための伝統的な婚姻政策であった。
夫は1465年に家督を相続したが、持病のてんかんの悪化により領国の統治が困難になり、1469年に公爵夫人ヨランドを摂政に任命した。ヨランドは兄王ルイ11世と仲が悪く、敵対するブルゴーニュ公爵家の当主シャルル突進公（次姉カトリーヌの寡夫）を支持しており、そのためにサヴォイア公国内では親フランス派と親ブルゴーニュ派の内戦が起こり、ヨランドを頭目とする後者が勝利した。外国人ヨランドの活発な政治参加は、サヴォイアの貴族層の反発を買ったが、1472年に夫が死去したことで、ヨランドは息子フィリベルト1世の摂政として、引き続き領国を治めることになる。亡夫の弟のジュネーヴ司教ジョヴァンニ・ルイジがヨランドの補佐役に選ばれた。
ヨランドは、シャルル突進公とスイス八邦同盟との争いに、サヴォイア公国が巻き込まれるのを防げなかった。サヴォイア家は歴史的にスイス諸邦と友好関係にあったが、1470年代初頭には、多くのサヴォイア貴族層が、強大化を続けるブルゴーニュ公国の権勢になびく方が、スイスと渡り合うためにも有利と考えるようになっていた。当時、スイス同盟最強の邦ベルンがサヴォイア領ヴォー地方に進出し、またスイス同盟がサヴォイア領のジュネーヴやヴァレー地方を占領しているなど、サヴォイア家はスイスとの国境問題で劣勢だったのである。またシャルル突進公は、サヴォイア領ピエモンテ地方を脅かしていたミラノ公ガレアッツォ・マリーアとも同盟関係にあったので、サヴォイア公国はその面でもブルゴーニュ公に頼る方が有利に思われた。ヨランドの宮廷は、親ブルゴーニュ派と親フランス派の間での陰謀や党派争いで大いに乱れた。亡夫の3人の弟、ブレス伯フィリッポ、ジュネーヴ司教ジョヴァンニ・ルイジ、ローモン伯ジャックもまた、それぞれのフランス王やブルゴーニュ公との縁故から立場が異なり、互いに対立していた。
1475年、ヨランドはついにシャルル突進公と同盟を結ぶが、ベルン市の軍勢のヴォー州への侵入も、またブルゴーニュ軍勢のサヴォイア家領での乱暴狼藉や占拠も一向に止まなかった。ルイ11世は妹の反抗に腹を立て、ヨランドを廃してヨランドの義弟の1人ブレス伯フィリッポを摂政に立てようとしたが、失敗した。ブルゴーニュ公との同盟は、ブルゴーニュ領と接するフリブールやヴァレー地方、またサヴォイア領ヴォー地方および下ヴァレー地方がベルンの軍勢によって掠奪、占領される事件を引き起こした。シャルル突進公は、スイス諸邦とのいわゆるブルゴーニュ戦争を戦っていたが、1476年のグランソンの戦いおよびムルテンの戦いに敗北した。サヴォイア軍のヴァレー地方への進撃も失敗し、プランタの戦いでサヴォイア軍が敗北した後、下ヴァレー地方はシオン司教ヴァルター・スペルザクソ（Walter Supersaxo）によって占拠された。1476年のフリブール条約により、ヨランドはヴォー地方の大部分をベルン市に割譲し、ヴァレー地方およびフリブールの領有権についても放棄した。これはサヴォイア家のスイス西部における権力衰退の端緒となり、1536年までに、スイスにおけるサヴォイア家の影響力はベルン市によって完全に排除されることになる。
スイスとの和約締結はシャルル突進公には裏切りと見なされ、突進公は1476年中に家臣のオリヴィエ・ド・ラ・マルシュに命じてヨランドを誘拐させ、ブルゴーニュ領内ルーヴル＝アン＝プレーヌの城に幽閉した。ヨランドは数か月後に城を脱出したが、1478年には死去した。義弟のジュネーヴ司教ジョヴァンニ・ルイジが、息子フィリベルトの新しい後見人となった。

## 子女
夫との間に10人の子女をもうけた。
- ルイジ（1453年）
- アンナ（1455年 - 1480年） - 1478年、ナポリ王フェデリーコ1世と結婚
- カルロ（1456年 - 1471年） - ピエモンテ侯
- マリーア（1460年 - 1511年） - 1476年、ハッハベルク＝ザウセンベルク辺境伯およびヌーシャテル伯フィリップ（英語版）と結婚
- ルドヴィーカ（1462年 - 1503年） - 1479年、オルブ領主ユーグ・ド・シャロンと結婚
- フィリベルト1世（1465年 - 1482年） - サヴォイア公
- ベルナルド（1467年）
- カルロ1世（1468年 - 1490年） - サヴォイア公
- ジャコモ・ルイジ（1470年 - 1485年） - ジュネーヴ伯、ジェクス辺境伯
- ジャン・クラウディオ（1472年）

## 引用
1. ↑  Patrick Van Kerrebrouck, Les Valois (2000), S 139, Fußnote 33; nach Père Anselme starb sie in Mont-Caprel im Piemont, laut Kerrebrouck handelt es sich dabei jedoch um einen Irrtum